# Polyplectropus panamensis
Polyplectropus panamensis är en nattsländeart som beskrevs av Bueno-soria 1990. Polyplectropus panamensis ingår i släktet Polyplectropus och familjen fångstnätnattsländor. Inga underarter finns listade i Catalogue of Life.